# Sichelpass
Die Sichle beziehungsweise der Sichelpass ist ein Passübergang zwischen Innereriz und Merligen im Kanton Bern in der Schweiz. Er stellt den Sattel zwischen den Sieben Hengste (im Osten) und dem Sigriswilgrat dar. Über den Pass führt ein Bergweg.